# Роттлер, Вернер
Вернер Роттлер (нем. Werner Rottler; 14 апреля 1939, Бамберг — 2 января 2012, Мюнхен, Бавария) — немецкий композитор, пианист, музыкальный педагог и теоретик.

## Биография
Вернер Роттлер родился в городе Бамберге. Его детство и юность прошли в Байрейте. Музыкальное образование началось со скрипки и виолончели, но позже предпочтение было отдано фортепиано. 

С 1956 года проживал в Мюнхене, где учился в Консерватории им. Рихарда Штрауса по специальностям фортепиано, композиция, дирижирование.

Там же некоторое время преподавал в музыкальной школе. С 1962 года - доцент Консерватории им. Рихарда Штрауса, где преподавал музыкально-теоретические дисциплины, прежде всего «развитие слуха», как сам композитор переводил на русский язык название предмета (Gehörbildung), и анализ форм, а также вокальный аккомпанемент вплоть до ухода на пенсию в 2002 году. В 1985 году был издан его учебник «Grundlagen der Gehörbildung in praktischen Beispielen» («Основы развития слуха на практических примерах»), переиздававшийся в разные годы несколько раз и используемый во многих музыкальных учебных заведениях Германии.

В течение 7 лет был заместителем директора этой консерватории.

Часто выступал с концертами, исполняя как свои сочинения, так и произведения других авторов соло и в качестве пианиста-аккомпаниатора с певцами и инструменталистами.

Сотрудничал с  музыкальными издательствами в качестве редактора и автора переложений произведений барочной музыки.

Относился с большой любовью и симпатией к СССР и России, историей, культурой, искусством которой он интересовался. В 80-е годы начал брать уроки русского языка и многократно бывал в СССР (Москва, Ленинград, Сочи, республики Прибалтики, Сибирь, Средняя Азия).

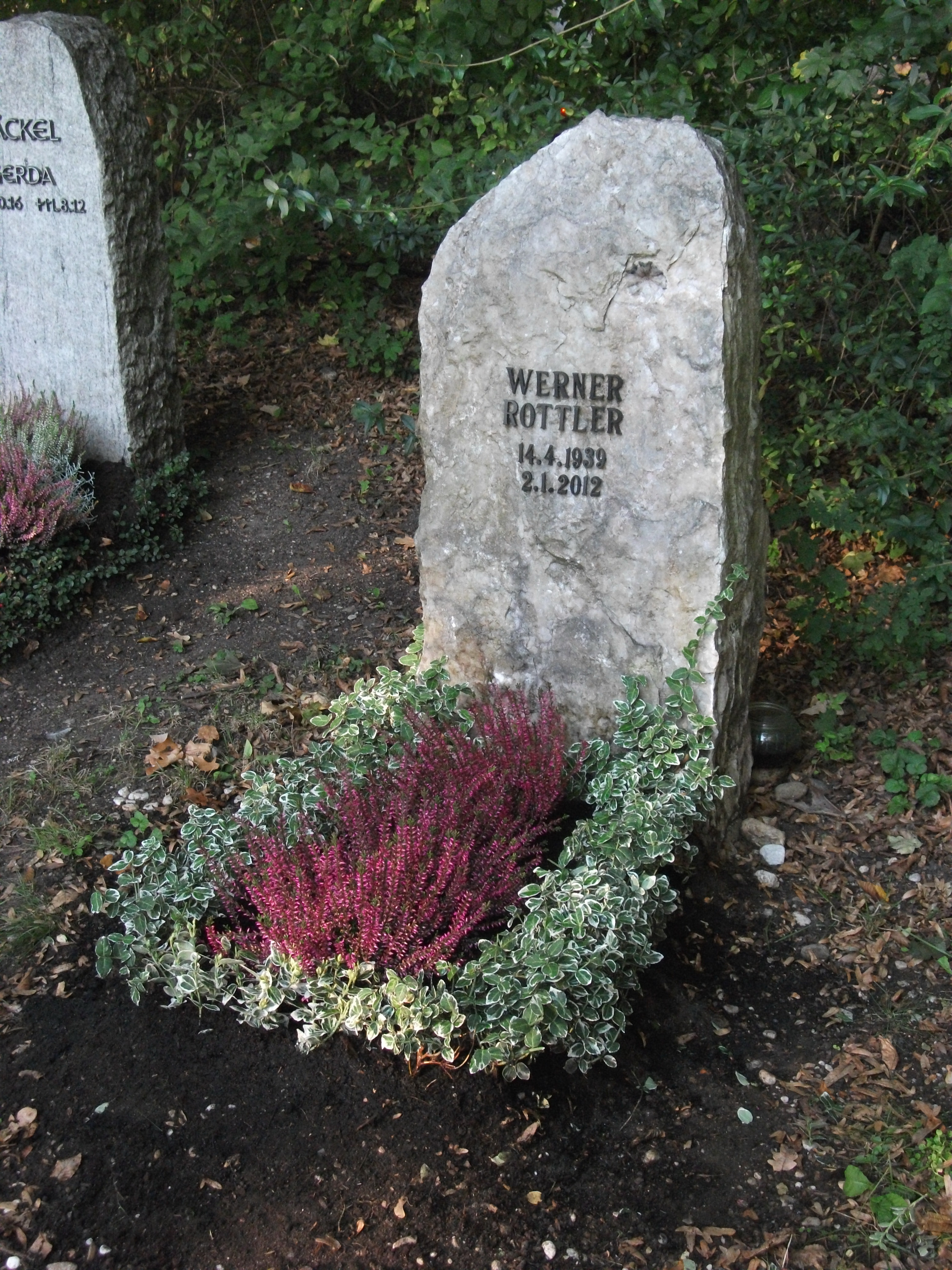
Могила композитора Вернера Роттлера на кладбище мюнхенского района Рим

Некоторые его музыкальные произведения появились под впечатлением поездок в Россию и тематически с ней связаны («Русские ландшафты» для фортепиано, Соната для трубы и фортепиано, Вариации на тему русской песни для флейты и фортепиано). Впервые его произведения прозвучали в исполнении российских музыкантов в Санкт-Петербурге (произведения для флейты и гитары, для флейты и фортепиано).

Исполнителями его произведений в разные годы были известные музыканты: флейтисты Элизабет Вайнцирль, Эдмунд Вэхтер, скрипач Яков Гильман, блокфлейтисты Маркус Цанхаузен, Маркус Бартоломе, дирижёр Ханс Фельдигль (Германия), Аннаполис-Брасс-Квинтет (США) и др.

1992-1996 входил в совет общины Бух-ам-Бухрайн, где прожил с семьёй более 30 лет.

Композиторской деятельностью занимался до конца 2011 года.

Умер 2 января 2012 года вблизи Мюнхена после тяжёлой продолжительной болезни. Похоронен на кладбище мюнхенского района Рим.

## Семья
Сыновья Иоганнес и Маттиас от первого брака (первая жена – флейтистка). Вторая жена – вокальный педагог и певица Ингрид Роттлер, дети – дочь Юлия, сыновья-близнецы Андреас и Кристиан.

## Творчество
Творчество Вернера Роттлера опирается на традиции  классицизма и романтизма, которые предстают в современном преломлении. Его творческое наследие составляет оркестровая, хоровая (в том числе и духовная), сольная и ансамблевая  вокальная (зачастую первой исполнительницей его песен была жена Ингрид Роттлер), фортепианная и камерная инструментальная музыка для всех оркестровых инструментов и их самых разнообразных сочетаний. Многие произведения возникли из непосредственных контактов с музыкантами, многим из которых они и посвящены.

Некоторые вокальные произведения написаны на его собственные тексты.

Создал несколько сборников ансамблевого музицирования для детей – для дуэтов и трио блокфлейт или других мелодических инструментов. Некоторые из этих сборников украшены забавными картинками самого композитора.

Опубликована лишь малая часть творческого наследия.

## Перечень изданных и неизданных сочинений и обработок произведений других авторов (неполный)
- «Grundlagen der Gehörbildung in praktischen Beispielen» («Основы развития слуха на практических примерах») с приложением компакт-диска (Kurt Maas, 1985, 1987, … 1995, ISMN: 500630197)
- Месса 2000
- «Маленький город» для оркестра аккордеонов
- Соната для виолончели и фортепиано
- 3 Баллады для виолончели и фортепиано
- Пьесы для валторны и фортепиано
- Баллады и Романсы для кларнета и фортепиано
- 5 пьес для кларнета-соло
- «Грёза» для кларнета и фортепиано
- Сюита для блокфлейты и гитары (1992)
- 3 пьесы для флейты и виолончели (2010)
- «Русские ландшафты» - пьесы для фортепиано
- 7 миниатюр для фортепиано
- Этюды (концертные) для фортепиано
- 5 пьес для фортепиано
- «Маленький город» для фортепиано
- 2 пьесы для фортепиано в 4 руки для детей
- 7 инвенций для 2-х блокфлейт
- Пьеса для альтовой блокфлейты
- Музыка для квартета блокфлейт
- «Weihnacht ist überall» («Рождество везде») для 2-х блокфлейт и фортепиано
- Пьесы для тромбона и фортепиано
- Пьесы для гитары и фортепиано
- Концерт для тубы с оркестром
- 4 фантазии для флейты и гитары (1982)
- Фантазия для флейты и органа (1996)
- Соната для флейты для фортепиано (1963)
- «Соната для Ютты» для флейты для фортепиано (1985)
- Сонатина для 2-х флейт и фортепиано (1982)
- «5 musikalische Kurzgeschichten» («5 коротких музыкальных историй») для флейты для фортепиано (2005)
- 3 пьесы для флейты и блокфлейты (2007)
- Трио (3 части) для флейты, скрипки и гитары (2001)
- Соната № 1 для скрипки и фортепиано (1980)
- Соната № 2 для скрипки и фортепиано
- Сюита для 12 виолончелей
- Хорал для трубы и органа
- 7 дуэтов для трубы и фортепиано
- 5 прелюдов для арфы (2010)
- Сонатина для бас-тубы и фортепиано op. 14 (Friedrich Hoffmeister, 1983)
- Sinfonia I для 5-и медных духовых инструментов
- Sinfonia II для брасс-квинтета
- Ночная пьеса для тубы и фортепиано
- Тема и вариации для 4-х саксофонов
- «Ein tierisches Vergnügen» («Зверское наслаждение») – 7 пьес для сопрано-блокфлейты (Möseler Verlag, 1998, ISMN: 9790203705512,  ISBN 9790203705512)
- «Zirkus Luftikus» для 2-х альтовых блокфлейт и фортепиано
- Танцевальная музыка для 3-х мелодических инструментов op. 22
- Хор для 4-х тромбонов op. 23
- Соната для флейты, тенор-саксофона (или альта или альтовой флейты) и фортепиано op. 24 (1986)
- Вариации на тему русской песни для флейты и фортепиано op. 25 (1986)
- Соната для трубы и фортепиано op. 26
- Соната in A для контрабаса-соло op. 27
- Соната in F для альта-соло op. 28
- 3 Impressionen (3 Впечатления) для вибрафона-соло соло op. 29 (1987) (Zimmermann – Frankfurt, ZM 2820, 1991)
- Sonatina capricciosa для скрипки соло op. 30
- Пассакалия для кларнета и органа op. 32
- 3 скерцо для маримбы-соло op. 34 (1989)
- Сонатина для фагота и фортепиано op. 48
- Canti e Scherzi для альт-блокфлейты op. 49 (1990)
- Дуэт для скрипки и альта op. 50
- 4 Романтические пьесы для виолончели и гитары op. 51
- «Hymnus in memoriam ludus» для маримбы, вибрафона и 5 литавр op.52
- Баллада для кларнета и фортепиано op. 53
- 3 части для хора op. 54
- «Детская книга танцев» для 2-х мелодических инструментов (Moeck Verlag,1979, ISMN: 200604788)
- «Kinderspiele» («Детские игры») для 2-х мелодических инструментов (Moeck Verlag Celle, 1983, ISMN: 200605266)
- «Ferien auf dem Lande» («Каникулы в деревне») для 2-х блокфлейт (Moeck Verlag Celle, 1989, ISMN: 200606041, ISBN 9790200606041)
- «Kindertanzbuch» для 2-х блокфлейт или других мелодических инструментов (Moeck Verlag Celle, ISMN: 9790200604788)
- «Tanzspiel» («Танец-игра») для 3-х блокфлейт (Moeck Verlag, ISMN: 200605174)
- «Weihnachten rund um die Welt» («Рождество по всему свету») – сборник переложений 22 песен разных народов для 2-х и 3-х блокфлейт (Möseler Verlag, 2008, ISMN: 9790203705796, ISBN 9790203705796) – в соавторстве с Кристой Рёльке
- Зингшпиль «Der Hut» («Шляпа»)
- «Romantischer Rückblick» для сопрано, флейты-соло, скрипки-соло, струнного оркестра на стихи авторов XIX века
- 3 песни для голоса и флейты (2003)
- 4 песни для голоса, флейты и гитары
- Псалмы, авторские песни, обработки немецких народных песен для сопрано, меццо-сопрано, 2-х голосов, баритона, баса, хора
- Авторские переложения романсов и арий Ж.-П.Мартини, А. Скарлатти, А. Вивальди для голоса, облигатного инструмента и фортепиано
- Редакция Концерта e-moll для 2-х флейт, струнных и чембало К. Граупнера (Verlag von F.E.C. Leuckart – München – Leipzig)
- Редакция, изложение Бассо континуо и переложение для 2-х флейт и фортепиано Концерта e-moll К. Граупнера (Verlag von F.E.C. Leuckart – München – Leipzig)
- Редакция Духового квинтета № 1 B-dur Дж. М. Дж. Камбини (Verlag von F.E.C. Leuckart, ISMN: 202301302)
- Редакция Духового квинтета № 3 F-dur Дж. М. Дж. Камбини (Verlag von F.E.C. Leuckart, ISMN: 202301319)
- Редакция Духового квинтета G-dur op. 67 № 1 Фр. Данци (Verlag von F.E.C. Leuckart, ISMN: 202301166)
- Переложение  Струнного  квинтета c-moll В. А. Моцарта KV 406 для духового квинтета (Verlag von F.E.C. Leuckart– München)
- Переложение Дивертисмента № 12 Es-dur В. А. Моцарта  KV 252 для духового квинтета (Verlag von F.E.C. Leuckart– München)
- Переложение Дивертисмента № 16 Es-dur В. А. Моцарта  KV 289 для духового квинтета (Verlag von F.E.C. Leuckart– München)